# Aquabacterium pictum
Aquabacterium pictum es una bacteria gramnegativa del género Aquabacterium. Fue descrita en el año 2020. Su etimología hace referencia a coloreado. Es aerobia e inmóvil. Tiene un tamaño de 0,7-1 μm de ancho por 1,6-2,7 μm de largo. Forma colonias rosadas en agar PE y R2A. Temperatura de crecimiento entre 10-35 °C, óptima de 30 °C. Catalasa y oxidasa positivas. Es resistente a rifampicina. Sensible a ampicilina, cloranfenicol, gentamicina, kanamicina, ácido nalidíxico, novobiocina, penicilina, estreptomicina, sulfametoxazol y tetraciclina. Se ha aislado del biofilm de una roca en el Río Tama, en Japón. 